# Ius italicum

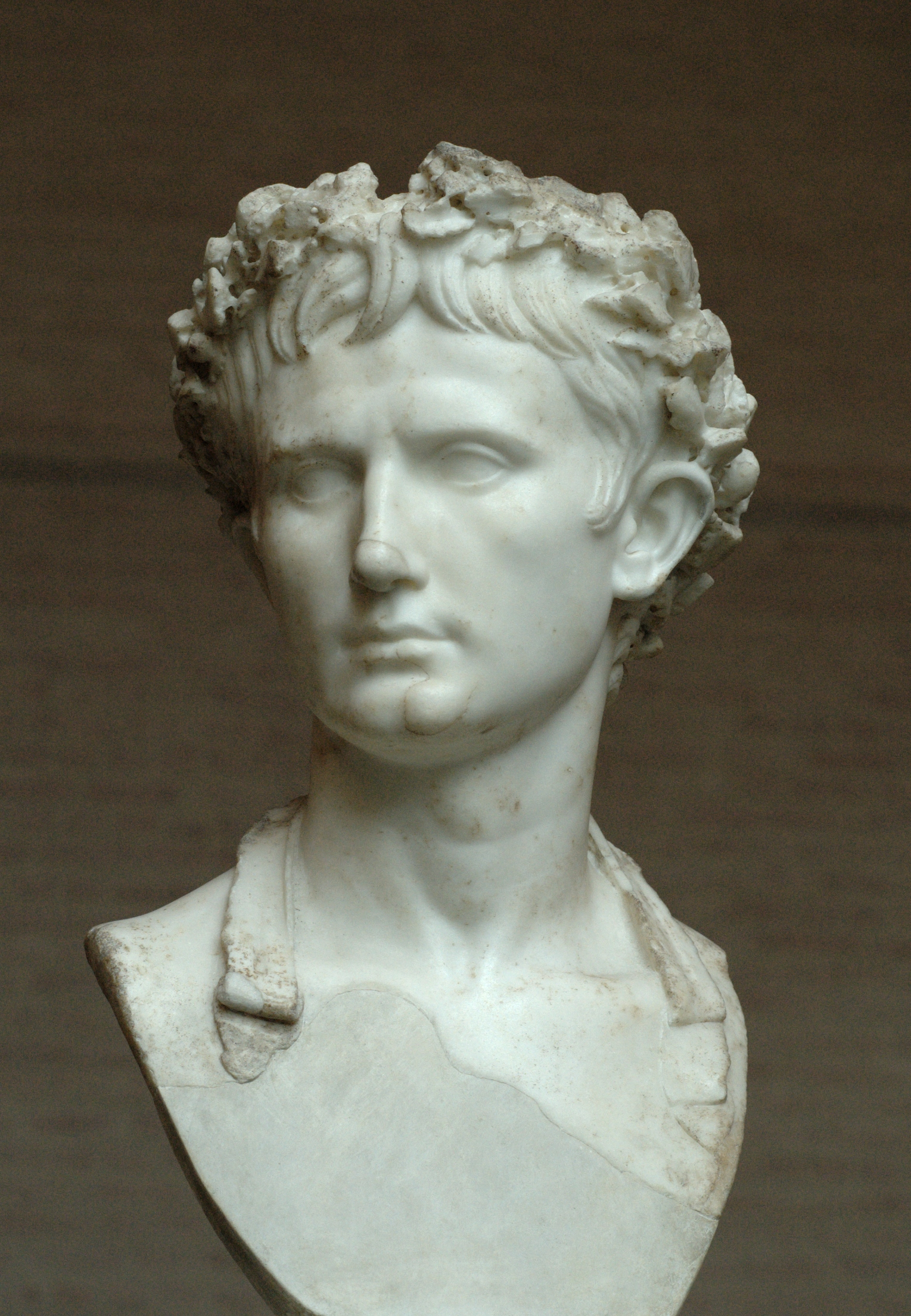
Buste de l'Empereur Auguste (63 av.J.-C.,14 aprèsJ.-C.Avec son règne débute la Pax Romana.

Dans l'Empire romain, l'octroi du droit italique (ius italicum en latin) était un honneur conféré par les empereurs à certaines villes de l'Empire, qui bénéficiaient dès lors des mêmes avantages juridiques que si elles avaient été situées sur le sol italien.  

## Présentation
Ce « ius italicum » ne décrivait pas un statut particulier, mais accordait à certaines communautés situées en dehors de l'Italie une fonction juridique qui les considérait comme étant situées sur le sol italien. De ce fait, elles étaient régies par le droit romain et non par un droit local, et avaient un degré d'autonomie plus important dans leurs relations avec les gouverneurs de la province ; chaque personne née dans la ville bénéficiant de cet honneur acquérait de plus automatiquement la citoyenneté romaine. Enfin, les terres de la ville étaient exemptées de certaines taxes. En tant que citoyens de Rome, les habitants de la ville pouvaient acheter et vendre des propriétés et étaient exemptés de taxes foncières et d'impôt par tête ; ils étaient de plus protégés par la loi romaine. 
Selon Jacques Gascou, ce « ius italicum » « consistait à assimiler juridiquement le sol d'une colonie provinciale au sol italien, ce qui le rendait exempt d'impôt et susceptible de propriété quiritaire[source insuffisante] ».

## Communautés bénéficiant duius italicum
Le Digeste (50.15) contient une longue liste des colonies romaines et des autres communautés bénéficiant du « ius italicum », dont notamment : 
- Baalbek,
- Antioche de Pisidie,
- Stobi,
- Cassandréia,
- Philippes.

D'après un texte d'Ulpien (Digeste 50.15.1.4) et un texte de Paul (Digeste 50.15.8.6), Caracalla et Héliogabale promurent chacun Émèse au rang de colonie et lui accordèrent le droit italique ; Eugène Albertini a émis l'hypothèse d'une révocation par Macrin des privilèges donnés par Caracalla et d'un rétablissement de ceux-ci par Héliogabale.